# تاکوما ناگایوشی
تاکوما ناگایوشی (انگلیسی: Takuma Nagayoshi؛ زادهٔ ۱۸ آوریل ۱۹۸۶) بازیکن فوتبال اهل ژاپن است.
از باشگاه‌هایی که در آن بازی کرده‌است می‌توان به باشگاه ورزشی توچیگی اشاره کرد.